# Смолл, Брендон
Бре́ндон Смолл (англ. Brendon Small; род. 15 февраля 1975, Спрингфилд, Иллинойс) — американский стендап-комик, актёр озвучивания, режиссёр, сценарист, композитор и музыкант. Наиболее известен, как автор мультсериалов «Домашнее видео» и «Металлопокалипсис». Создатель виртуальной дэт-метал группы Dethklok.

## Обучение
Брендон начал играть на гитаре в возрасте 14 лет. Ему понадобилось учиться 10 лет, чтобы побороть страх сцены.
Смолл окончил среднюю школу Палма в городе Салинас, штат Калифорния, совмещал обучение музыке в Музыкальном Колледже Беркли (выпустился в 1997 году) и обучение комедии — в Эмерсон колледж.
Брендон выступал на The Comedy Studio на Гарвардской площади, когда его заметил Лорен Бушар, который проводил кастинг на главного героя для нового проекта, которым впоследствии стал мультфильм «Домашнее видео».

## Карьера

### «Домашнее видео»
Первая работа Брендона (совместно с Лореном Бушаром). Он был сосоздателем, автором сценария, композитором и озвучивал парочку персонажей в данном мультсериале. «Домашнее видео» в России транслировался на телеканале 2х2. Премьера первой серии — 26 апреля 1999 года. Заключительная серия была показана 4 апреля 2004 года (премьера в США).
Мультсериал о 9-летнем мальчике по имени Брендон Смолл, который снимает фильмы со своими друзьями — Мелиссой и Джейсоном.
Вышло 4 сезона. Проект закончен.

### «Металлопокалипсис»
Следующий телевизионный проект Смолла (совместно с Томми Блачей), как сопродюсера, композитора, соавтора и актёра озвучивания. Премьера мультсериала состоялась 6 августа 2006 года на Adult Swim.
«Металлопокалипсис» повествует о жизни всемирно известной и самой популярной дэт-метал группы «Dethklok».
Вышло 4 сезона и 40-минутная анимационная рок-опера The Doomstar Requiem. Adult Swim не планируют 5 сезон, несмотря на желание Брендона закончить мультсериал.

#### Dethklok
Группа из мультсериала «Металлопокалипсис». Все песни записываются Брендоном при участии Джина Хоглана, а позже и Брайана Беллера.
Под именем группы вышло 3 альбома:
- Dethalbum I
- Dethalbum II
- Dethalbum III

#### Список участников группы для живых выступлений
- Брендон Смолл — вокал, соло-гитара
- Майк Кенилли — ритм-гитара
- Брайан Беллер — бас-гитара
- Джин Хоглан — барабаны

### Комедия
На протяжении своей карьеры Брендон часто принимает участие в стендапах и комедийных шоу. В The Steve Allen Theatre и The Baked Potato. Он был одним из хозяев (наряду с Роном Линчем и Крейгом Антоном) The Tommorow Show — еженедельного музыкально-комедийного шоу.
Часто выступает в еженедельном подкасте Comedy Bang! Bang! со своими персонажами:
- Victor Diamond
- Captain Moustache
- Bernie Fretts
- Tiny

## Собственный лейбл
В 2012 году Смолл самостоятельно выпустил сольный альбом Brendon Small`s Galaktikon на своём личном лейбле BS Records. Он финансировал альбом сам, и использовал всю прибыль от альбома, чтобы оплатить будущий проект — альбом Dethklok The Doomstar Requiem, который выпустил на своём лейбле (обычно альбомы Dethklok выходили на Williams Street Records), потому что Смолл хочет быть уверенным в том, что у Dethklok ещё будут выходить новые альбомы. Он пояснил, что если бы не сделал этого, Dethalbum III мог быть последним альбомом группы. Смолл объяснил, что единственный способ сохранить музыку Dethklok — это личные инвестиции, независимо от того, будет ли это финансово выгодно для него.

## Личная жизнь
Брендон Смолл проживает в Лос-Анджелесе. У него был пёс Эрни, при участии которого записывались все альбомы группы Dethklok (порода — веймаранер), но он умер в январе 2014 года. Брендон завёл новую собаку — Гильду (такой же породы).
Смолл литовского происхождения. Он женился на Кортни Бейтс 3 мая 2014 года.

## Дискография
| Исполнитель   | Альбом                                          | Год  | Примечания                    |
| ------------- | ----------------------------------------------- | ---- | ----------------------------- |
| Брендон Смолл | Home Movies: бонусный CD                        | 2006 | саундтрек к мультфильму       |
| Dethklok      | Dethalbum I                                     | 2007 |                               |
| Dethklok      | Dethalbum II                                    | 2009 |                               |
| Dethklok      | Dethalbum III                                   | 2012 |                               |
| Брендон Смолл | Brendon Small's Galaktikon                      | 2012 | сольный альбом                |
| Metalocalypse | The Doomstar Requiem                            | 2013 |                               |
| Брендон Смолл | Brendon Small's Galaktikon II: Become The Storm | 2017 | сольный альбом (Dethalbum IV) |